# 707
707 (DCCVII na numeração romana) foi um ano comum do século VIII, do Calendário Juliano, da Era de Cristo, teve início e fim em um sábado, com a letra dominical B.
| ano completo                   |
| ------------------------------ |
| Ano comum com início ao sábado |

## Mortes
- 18 de Setembro - Papa João VII.
- Mommu, 42º imperador do Japão.